# Glörtalsperre
Die Glörtalsperre ist eine Talsperre auf der Grenze des Ennepe-Ruhr-Kreises und des Märkischen Kreises in Nordrhein-Westfalen, Deutschland. Die Wasserfläche verteilt sich zu etwa gleichen Teilen auf die Städte und Gemeinden Breckerfeld, Schalksmühle und Halver. Gestaut wird die Glör.

## Beschreibung
Die Staumauer, eine gekrümmte Gewichtsstaumauer aus Bruchsteinmauerwerk, hat eine Länge von 168 m und eine Höhe von 32 m. Die wasserbedeckte Fläche beträgt 21 ha, der Stauinhalt 2,1 Mio. m³ Wasser. Die Staumauer wurde in den Jahren 2000 bis 2003 saniert. Das Wasser war dabei abgelassen. Sie bekam einen Kontrollgang, der hineingesprengt wurde, und vom Kontrollgang ausgehende Drainagen. Die Luftseite wurde mit Spritzbeton ausgebessert, und auch alle Betriebseinrichtungen wurden erneuert.
Die völlig von Wald umgebene Talsperre wird im Osten und Südosten durch die Gemeinde Schalksmühle mit ihren Ortsteilen Reeswinkel und Rotthausen, im Südwesten durch das Halveraner Dorf Glörfeld und im Norden durch das Breckerfelder Dorf Loh eingerahmt und bietet ein Naturstrandbad und einen überregional bekannten Motorradtreff.
Überregional bekannt ist die Glörtalsperre auch für den seit kurz nach dem Zweiten Weltkrieg an jedem Pfingstmontag stattfindenden Waldgottesdienst. 
Die Wasserqualität der Glörtalsperre ist ausgezeichnet. Der Einzugsbereich ist kaum landwirtschaftlich genutzt und größtenteils mit Wald bestanden, der mittlere jährliche Wasserdurchfluss beträgt mit 5,5 Millionen m³ beinahe das Dreifache des Stauinhaltes. Der große Wasserdurchfluss ist auch eine Folge des vergleichsweise hohen mittleren Jahresniederschlags von über 1000 mm in dieser Region (nördliches Sauerland, Luvlage bei Nordwestwind).
Die Talsperre wurde in den Jahren 1903/04 im Auftrag der Volmetalsperren-Genossenschaft (heute: Volmewasserverband) nach Entwürfen und unter der Leitung von Professor Otto Intze aus Aachen erbaut. Am 17. November 1904 wurde sie in Betrieb genommen und am 11. Juni 1906 feierlich eingeweiht. Sie sorgt für die Abgabe von Betriebswasser an die wassergetriebenen Werke im Glörtal und im unteren Volmetal sowie für die Aufhöhung der Ruhr bei Niedrigwasser. Die Wasserregulierung der Ruhr ist auch heute noch – neben der Naherholung – ihre Hauptaufgabe. Sie wurde von 1985 bis 2018 vom Wasserbeschaffungsverband Lüdenscheid betrieben. Im Juli 2018 hat der Ruhrverband die technische Betriebsführung der Staumauer übernommen.
1997 drohte die Stilllegung der Glörtalsperre, weil die wasserwirtschaftliche Bedeutung in den Hintergrund trat. Allein der hohe Freizeitwert der Anlage rettete sie vor der Zerstörung.
Im April 1929 wurde am Nordwestufer der Talsperre eine Jugendherberge gebaut, die 1982 renoviert worden ist. Seit den 1950er Jahren gewann die Glörtalsperre zunehmend an Bedeutung als Freizeit- und Erholungsschwerpunkt.
1975 bis 1984 wurde die Glörtalsperre mit Fördermitteln des Regionalverbandes Ruhr ausgebaut. Es wurden ein Badeufer, ein Sanitärgebäude mit DLRG-Station und eine verbesserte Erschließung geschaffen. Darüber hinaus befinden sich außer der Jugendherberge Breckerfeld ein Gastronomiebetrieb und ein großer Parkplatz in unmittelbarer Nachbarschaft zum See.
Rund um die Talsperre ist ein Wanderweg mit 3,4 Kilometer Länge angelegt. Er ist auch für Rollstuhlfahrer und Kinderwagen geeignet.
Die Glörtalsperre ist auch ein bedeutendes Biotop für Fische und Amphibien. Vor allem die Elritze (Phoxinus phoxinus) kommt in Ufernähe in Schwärmen vor. Sonst grau mit einigen länglichen Streifen, steigen im Frühling zur Paarungszeit diese heimischen Fische im Glörbach in Mengen stromaufwärts, wobei die Männchen an der Bauchseite in einem prächtigen Hochzeitskleid rot, grün und blau gefärbt sind. Auch viele Froschlurche, vor allem der Grasfrosch (Rana temporaria), finden in der Glör ihren Lebensraum. In der Laichzeit sieht man Berge von Froschlaich in Ufernähe. Nach der Kaulquappenphase steigen die jungen Frösche im Hochsommer vor allem in der Rothauser Bucht an Land, kurz vor Gewittern geradezu massenhaft, sodass man von einem wahren Froschregen sprechen kann. Auch andere Amphibien wie Teich-, Faden-, Berg- und Kammmolche kommen an der Glörtalsperre vor und manchmal zeigen sich auch Feuersalamander (Salamandra Salamandra), zumal wenn es regnet.  
2017 und 2018 wurde die Glörtalsperre einer Generalüberprüfung unterzogen und wurde dafür trockengelegt. Nach Abschluss der Arbeiten wurde die Talsperre ab Mitte Januar 2019 wieder angestaut. Die Maßnahme endete 2020.

## Bilder

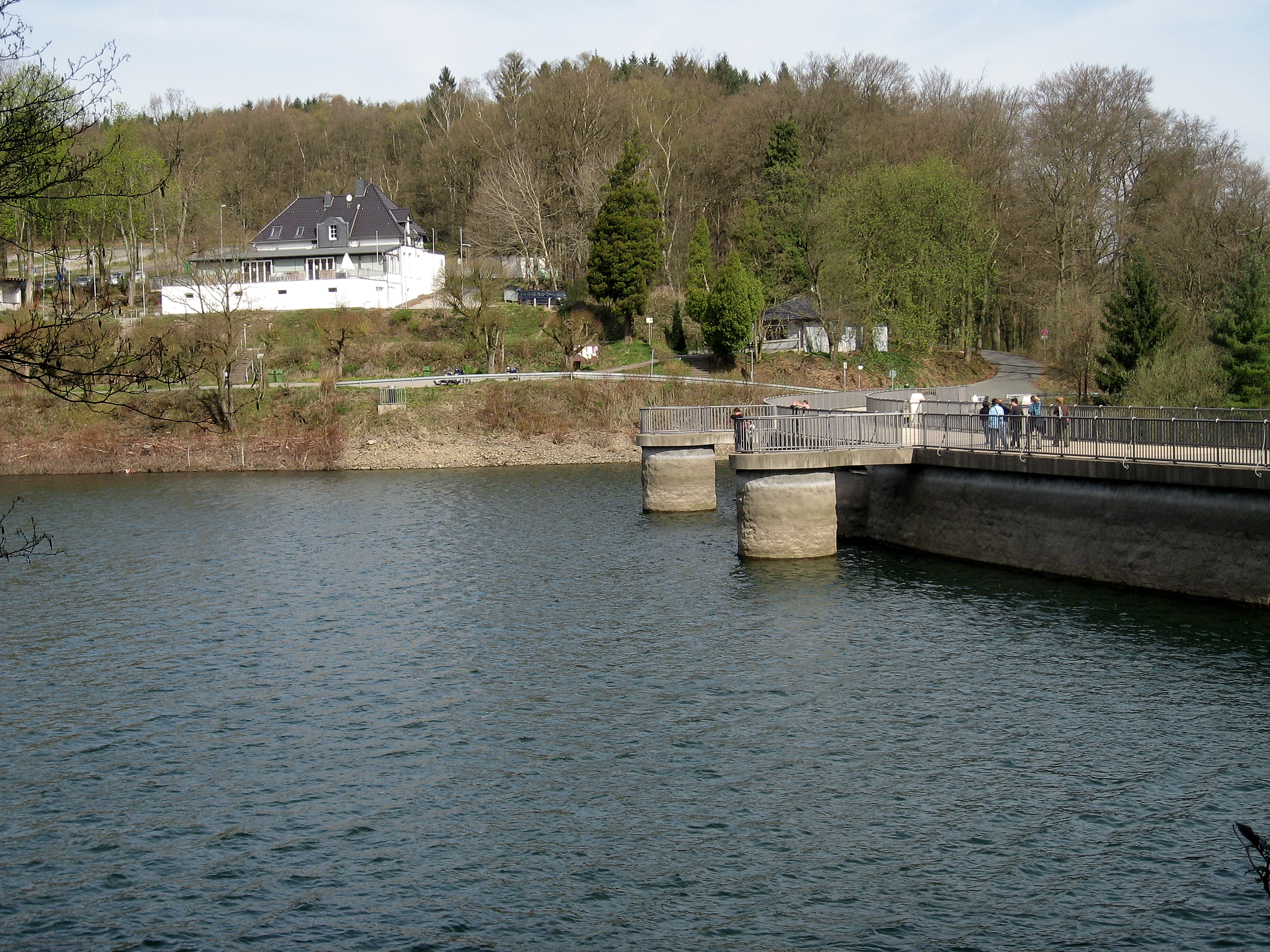
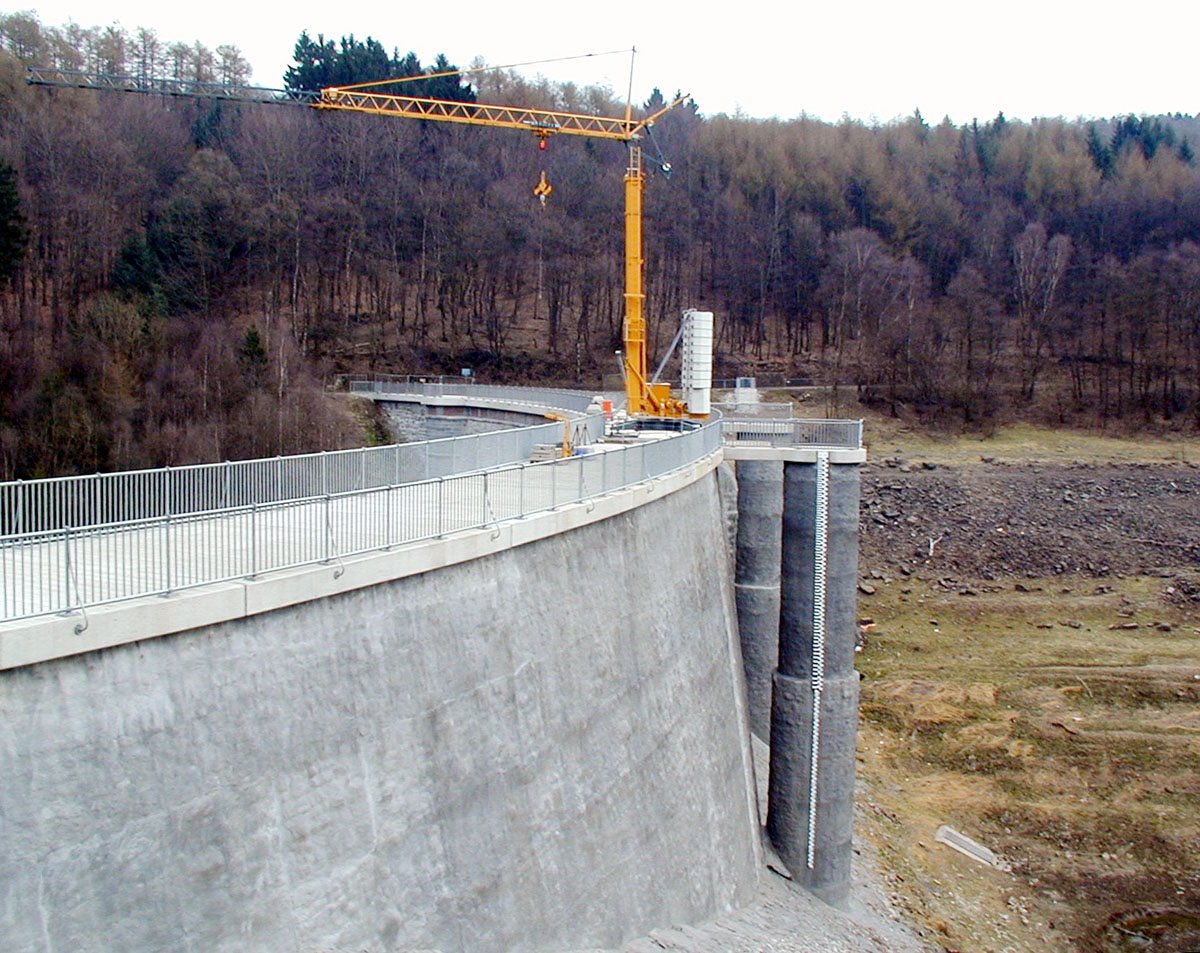
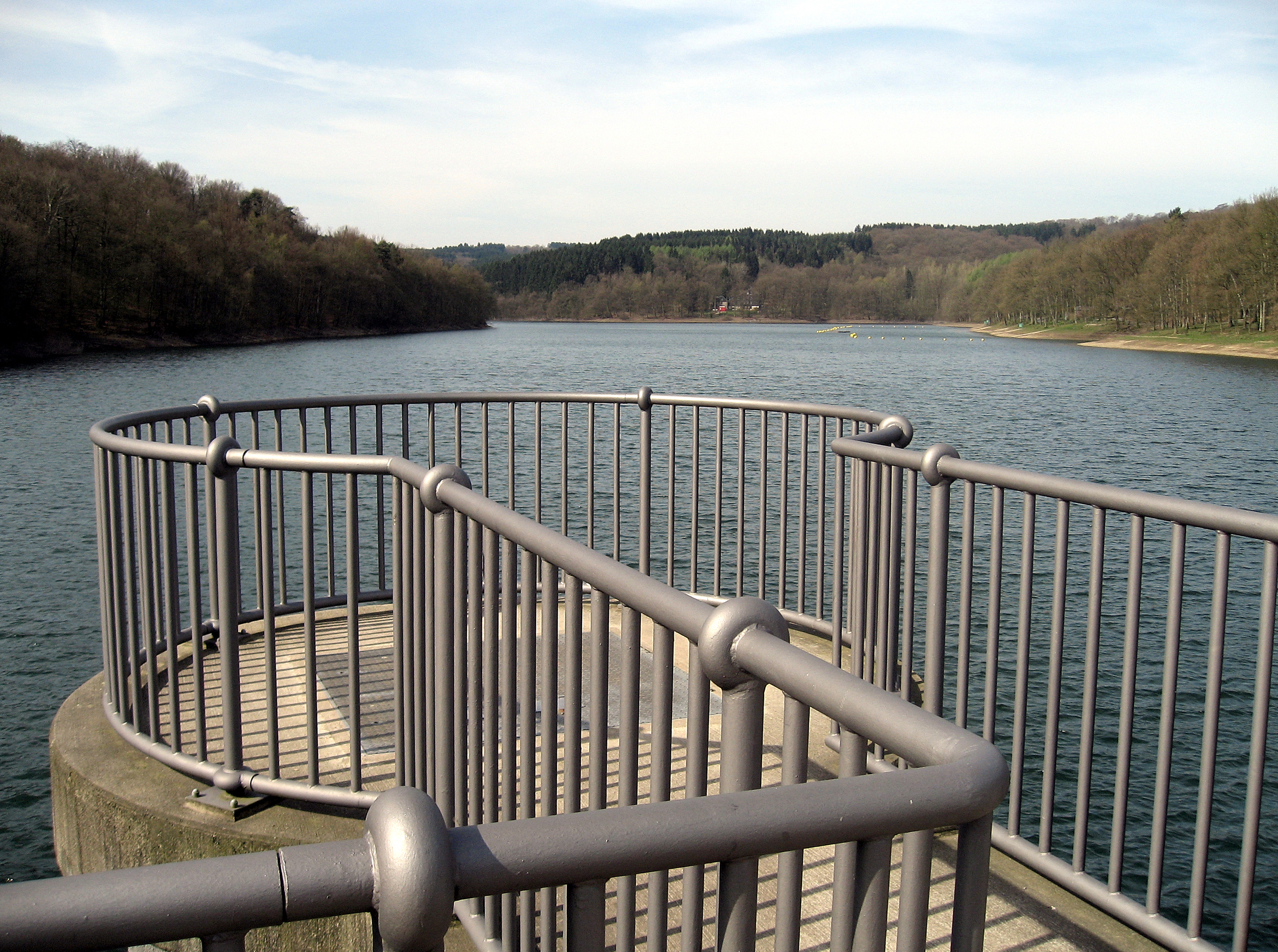
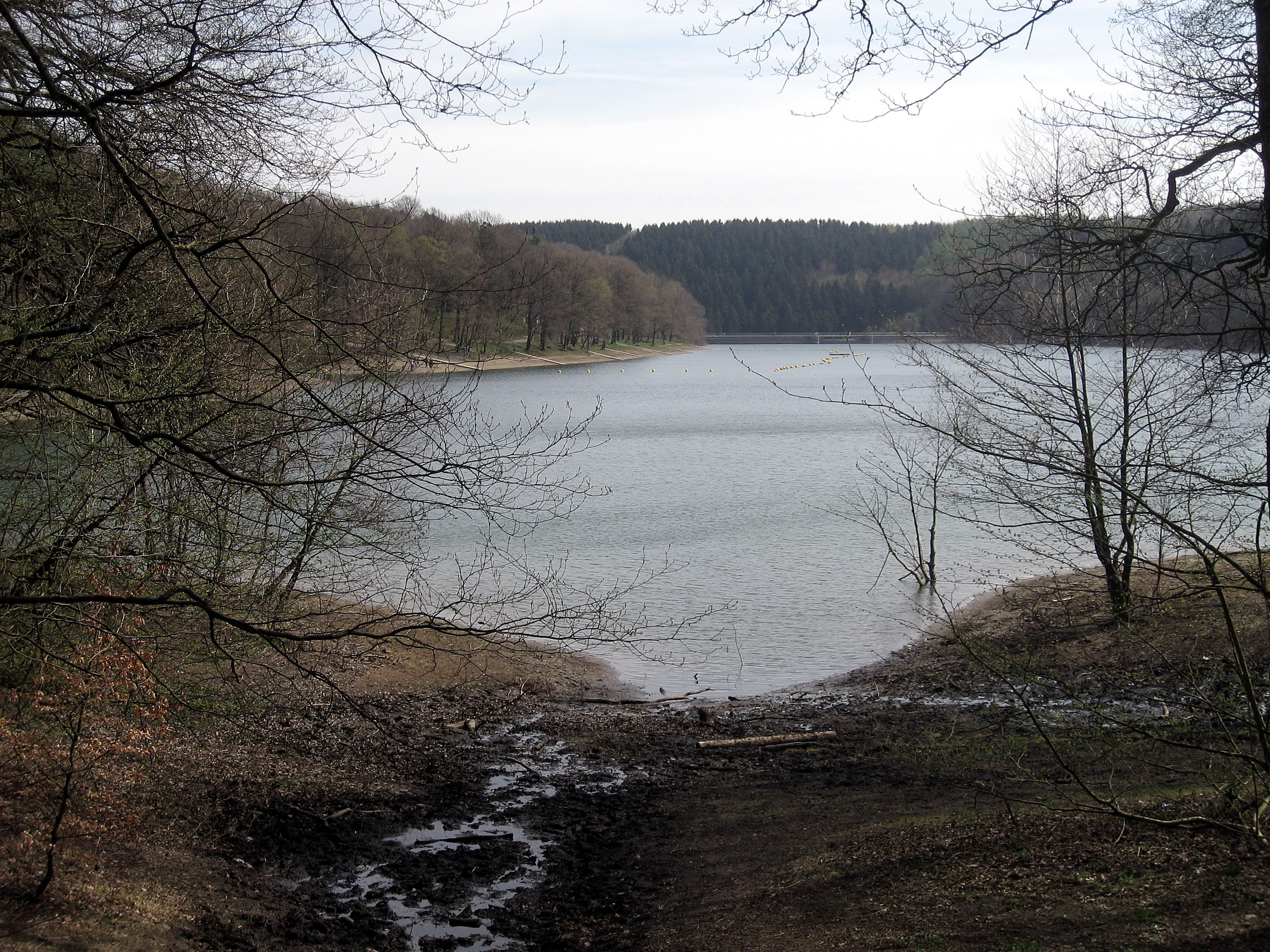
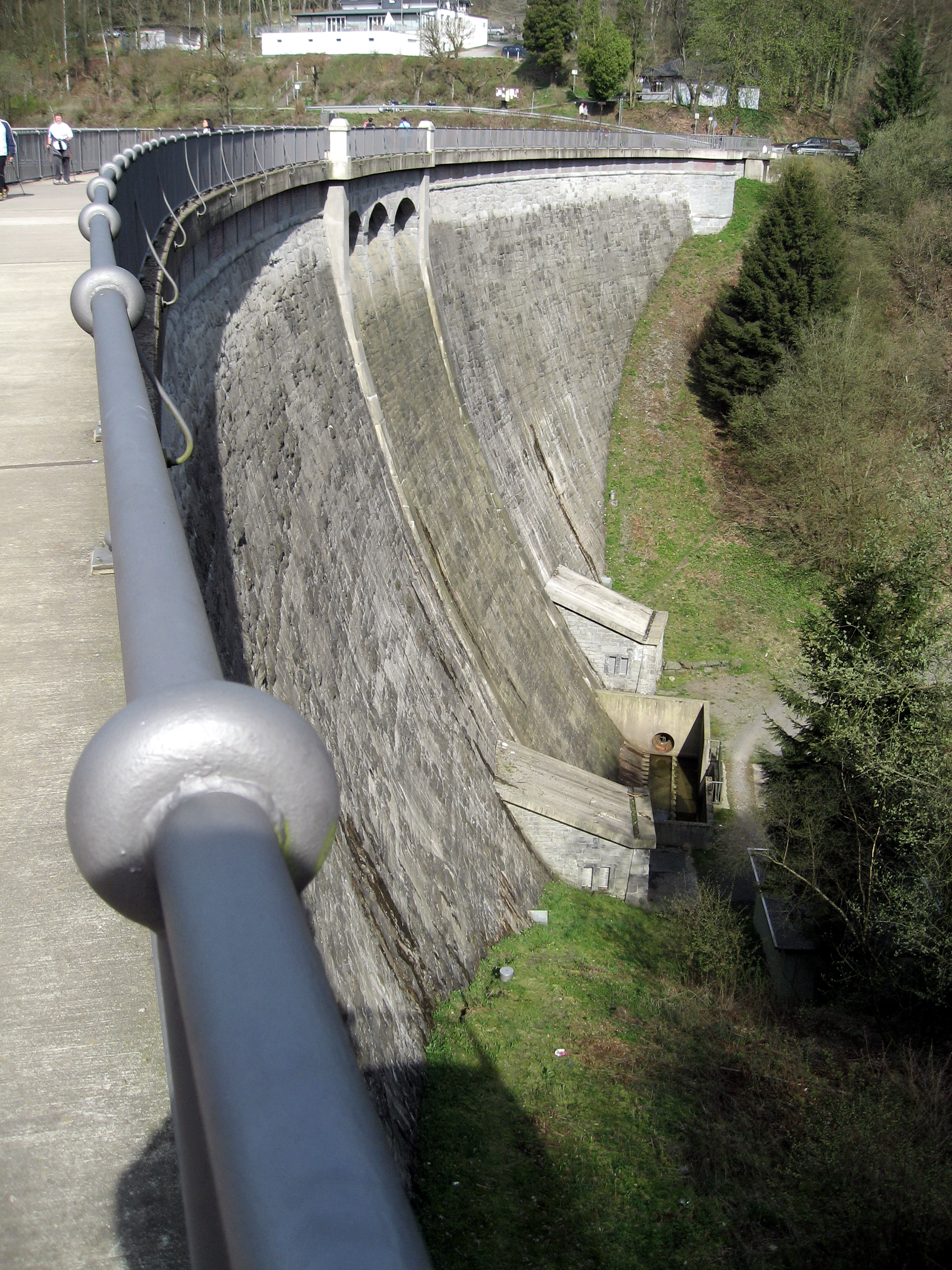
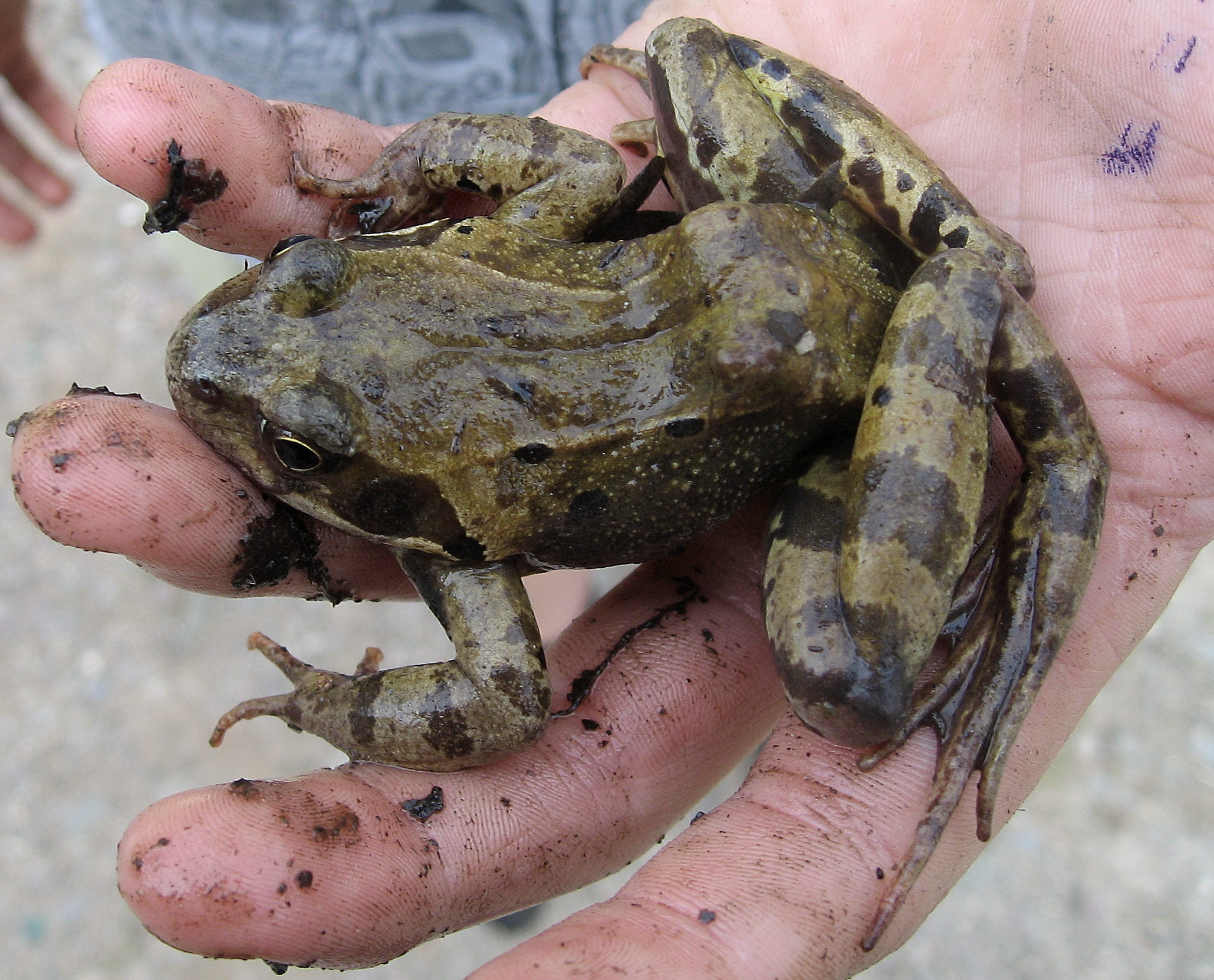
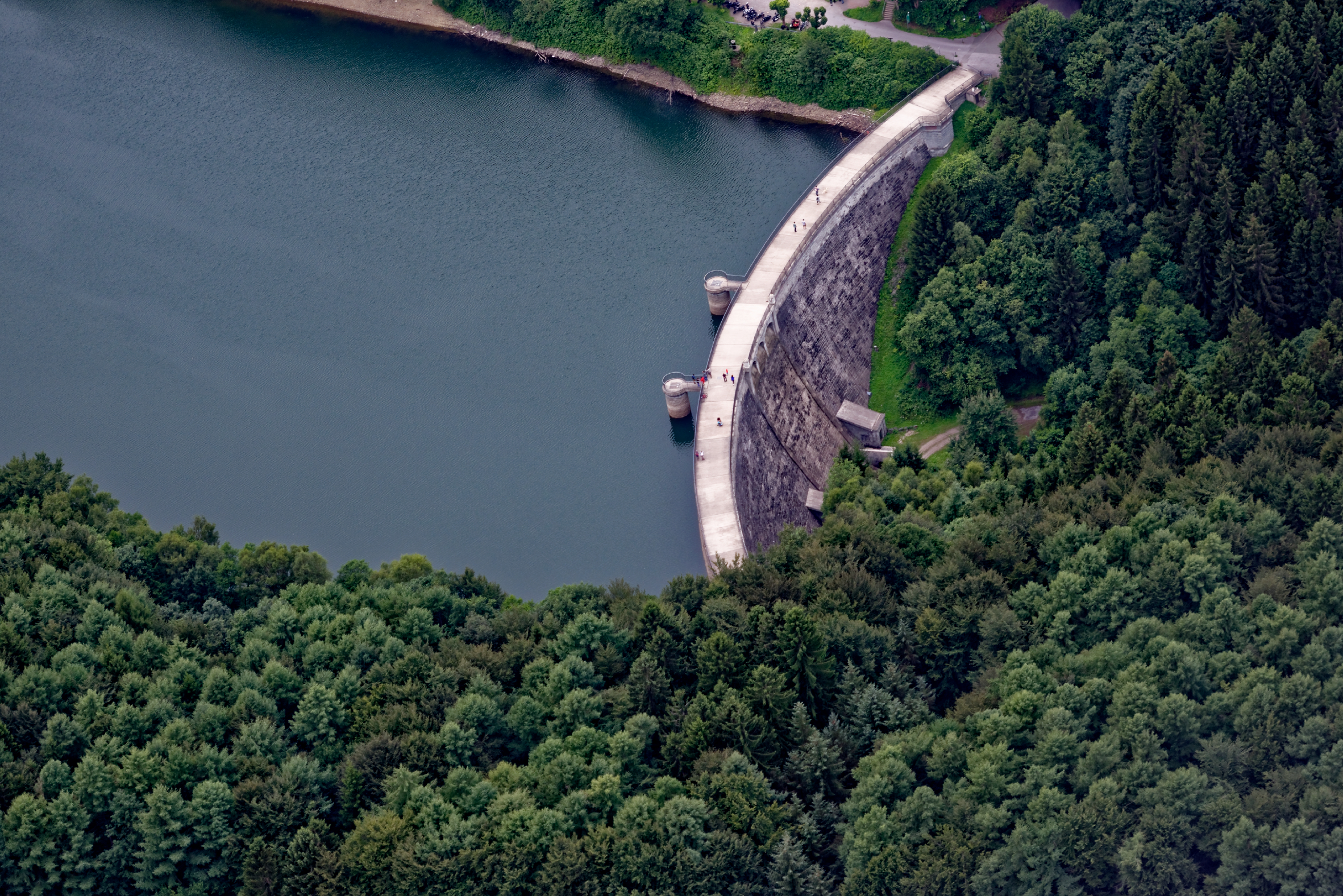